# Saxifraga oppositifolia
Saxifraga oppositifolia (L., 1753) è una pianta appartenente alla famiglia delle Saxifragaceae, diffusa nell'intero emisfero boreale.

## Descrizione

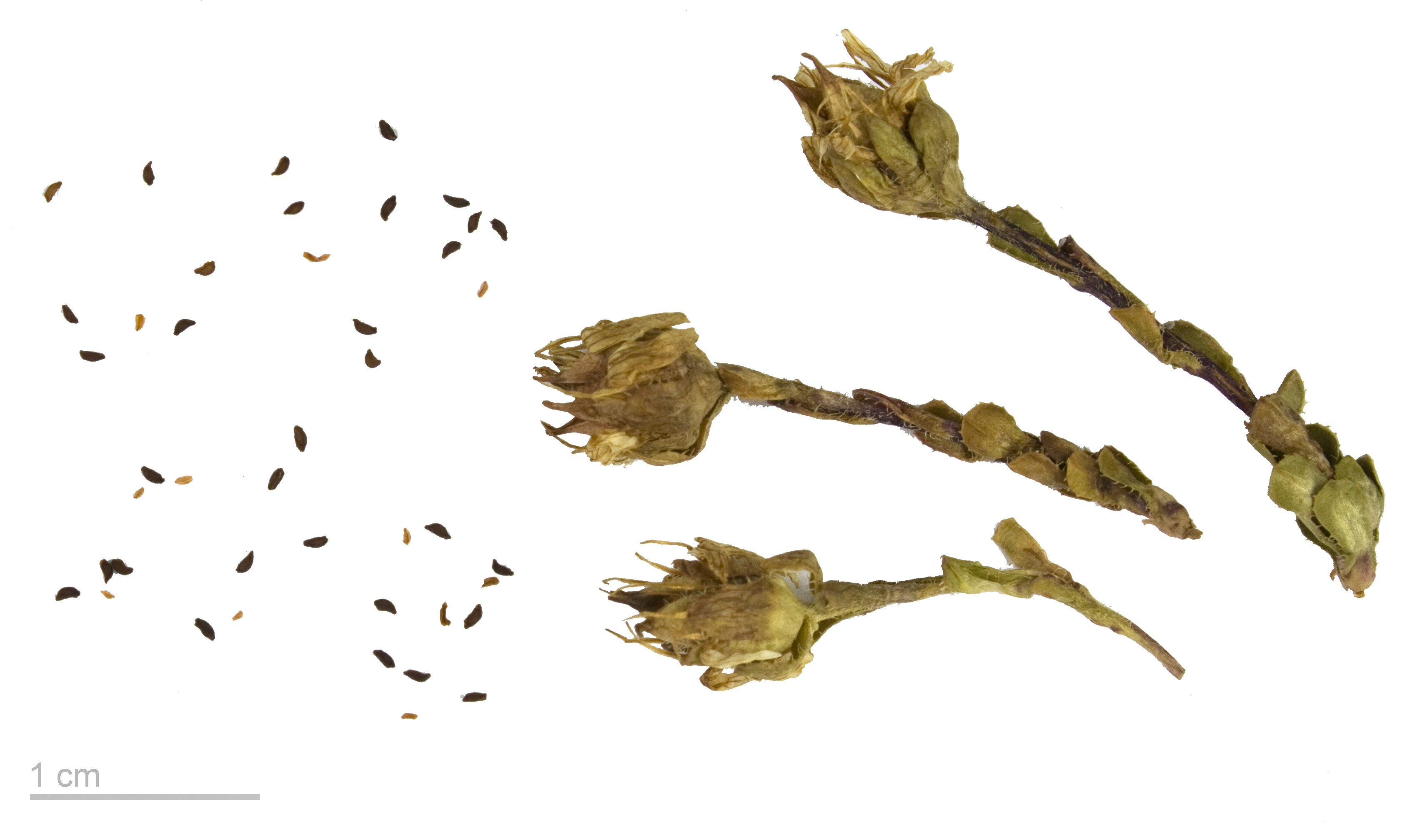
Saxifraga oppositifolia

Come le altre piante del genere Saxifraga, è perenne e presenta un fusto alto da 1 a 5 cm ed ogni stelo porta un solo fiore color rosso. Le foglie sono distribuite lungo quattro file; sono cigliate al margine e portano da uno a tre pori a secrezione calcarea.

## Distribuzione e habitat
La S. oppositifolia è una pianta artico-alpina: si trova in Europa lungo tutto l'arco alpino Alpi Apuane, sui Pirenei, Carpazi, nel Massiccio Centrale e nei Sudeti, mentre è presente anche sulle alture del Nordamerica sopra i 1800 m e sotto i 3800 m, oltre che nel circolo polare Artico.